# Mesosemia mevania
Mesosemia mevania is een vlindersoort uit de familie van de prachtvlinders (Riodinidae), onderfamilie Riodininae.
Mesosemia mevania werd in 1857 beschreven door Hewitson.